# Myzostoma compressum
Myzostoma compressum is een ringworm uit de familie Myzostomatidae.
Myzostoma compressum werd in 1884 voor het eerst wetenschappelijk beschreven door Graff.